# ایمیداکلوپراید
ایمیداکلوپراید یک حشره‌کش سیستمیک متعلق به دسته‌ای از مواد شیمیایی به نام نئونیکوتینوئیدها است که بر روی دستگاه عصبی مرکزی حشرات اثر می‌گذارد. این مادهٔ شیمیایی با تداخل در انتقال محرک‌ها در دستگاه عصبی حشرات عمل می‌کند و به‌طور خاص، باعث انسداد مسیر عصبی نیکوتینرژیک می‌شود. ایمیداکلوپراید با مسدود کردن گیرنده‌های استیل‌کولین نیکوتین از انتقال استیل‌کولین بین اعصاب جلوگیری کرده و در نتیجه باعث فلج شدن حشره و در نهایت مرگ آن می‌شود. این ماده به‌صورت تماسی و خوراکی بر حشرات تأثیر می‌گذارد. از آنجایی که ایمیداکلوپراید بسیار قوی‌تر از گیرنده‌های عصبی پستانداران به گیرنده‌های عصبی حشرات متصل می‌شود، این حشره‌کش برای حشرات، سمی‌تر از پستانداران است.
از سال ۱۹۹۹ تا دست‌کم سال ۲۰۱۸، ایمیداکلوپراید پرمصرف‌ترین حشره‌کش در جهان بوده است. سازندهٔ اصلی این مادهٔ شیمیایی، بایر کراپ‌ساینس (بخشی از بایر آگ) است. این ماده با نام‌های بسیاری برای بسیاری از کاربردها فروخته می‌شود. می‌توان آن را با تزریق به خاک، تزریق به درخت، استفاده بر روی پوست گیاه، محلول‌پاشی، پخش یا استفاده روی زمین به‌صورت مایع یا گرانول یا به‌عنوان تیمار بذر اعمال کرد. ایمیداکلوپراید به‌طور گسترده‌ای برای کنترل آفات در کشاورزی استفاده می‌شود. کاربردهای دیگر آن عبارت‌اند از: کاربرد در پی ساختمان برای جلوگیری از آسیب موریانه، کنترل آفات برای باغ‌ها و چمن، درمان حیوانات خانگی برای کنترل کک،  محافظت از درختان در برابر حشرات ساقه‌خوار، و در درمان نگهدارندهٔ برخی از محصولات چوبی.
بررسی سال ۲۰۱۸ توسط سازمان ایمنی غذای اروپا (EFSA) به این نتیجه رسید که استفاده از آفت‌کش‌های نئونیکوتینوئید مانند ایمیداکلوپراید خطری عمره بر زیست زنبورهای وحشی و زنبورهای عسل است. در سال ۲۰۲۲، آژانس حفاظت محیط زیست ایالات متحدهٔ آمریکا (EPA) به این نتیجه رسید که ایمیداکلوپراید احتمالاً ۷۹ درصد از گونه‌های در معرض تهدید یا تهدیدشده و ۸۳ درصد از زیستگاه‌های بحرانی را تحت تأثیر قرار می‌دهد. این آفت‌کش از سال ۲۰۱۸ برای استفاده در فضای باز در سراسر اتحادیهٔ اروپا ممنوع شده است، اما تأییدی جزئی در ایالات متحده و سایر نقاط جهان دارد و به‌طور گسترده از آن استفاده می‌شود.

## کاربردها
ایمیداکلوپراید پرمصرف‌ترین حشره‌کش در جهان است. کاربردهای عمدهٔ آن عبارت‌اند از:
- تیمار بذر - ایمیداکلوپراید محبوب‌ترین حشره‌کش تیمار بذر در جهان است.[۶]
- کشاورزی – کنترل شته‌ها، سوسک‌های نیشکر، تریپس،[۱۵] حشرات بدبو، ملخ و انواع دیگر حشرات که به محصولات آسیب می‌رسانند.
- درختکاری - کنترل سوسک زبان‌گنجشک،[۱۶] و سایر حشرات حمله‌کننده به درختان (از جمله کاج‌های شوکران، افرا، بلوط و توس)[۷]
- حفاظت از خانه - کنترل موریانه‌ها، [۲][۱۵] مورچه‌های درودگر، سوسری‌سانان، و حشرات رطوبت‌دوست
- جانوران اهلی - کنترل کک (در پشت گردن اعمال می‌شود.[۲]
- چمن - کنترل لارو سوسک ژاپنی
- باغبانی - کنترل شته‌ها و سایر آفات

ایمیداکلوپراید به‌طور سیستمیک به آرامی توسط ریشهٔ گیاه جذب می‌شود و به آرامی از طریق بافت آوند چوبی به بالای گیاه منتقل می‌شود.

## پیشینه
در ۲۱ ژانویهٔ ۱۹۸۶، حق امتیازی برای ایمیداکلوپراید در ایالات متحده (پتنت شمارهٔ ۴۷۴۲۰۶۰ ایالات متحده) توسط Nihon Tokushu Noyaku Seizo KK از توکیو، ژاپن در ۳ مه ۱۹۸۸ ثبت و اعطا شد.
در ۲۵ مارس ۱۹۹۲، Miles, Inc. (بعداً بایر کراپ‌ساینس) برای ثبت ایمیداکلوپراید برای چمن و گیاهان زینتی در ایالات متحده درخواست داد. در ۱۰ مارس ۱۹۹۴، آژانس حفاظت از محیط زیست ایالات متحده ثبت ایمیداکلوپراید را تأیید کرد.

### ایالات متحده

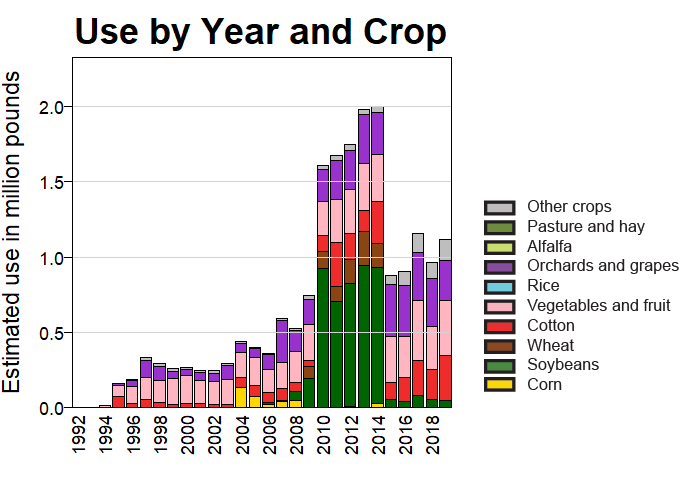
استفاده از ایمیداکلوپراید در ایالات متحده تا سال ۲۰۱۹

برآورد استفادهٔ سالانه از این ماده در کشاورزی ایالات متحده توسط سرویس زمین‌شناسی ایالات متحده ترسیم شده است و روند افزایشی را از زمان معرفی آن در سال ۱۹۹۴ تا ۲۰۱۴ نشان می‌دهد که به ۲٬۰۰۰٬۰۰۰ پوند (۹۱۰٬۰۰۰ کیلوگرم) رسید. با این حال، استفاده از آن از سال ۲۰۱۵ تا ۲۰۱۹ به دنبال نگرانی در مورد تأثیر مواد شیمیایی نئونیکوتینوئید بر حشرات گرده‌افشان کاهش یافت. در ماه مه ۲۰۱۹، آژانس حفاظت از محیط زیست، تأییدیهٔ تعدادی از محصولات حاوی ایمیداکلوپراید را به‌عنوان بخشی از یک توافق قانونی لغو کرد، اگرچه برخی از فرمول‌ها همچنان در دسترس هستند.

## کاربرد برای درختان
هنگامی که ایمیداکلوپراید برای درختان (از راه ریشه) استفاده می‌شود، ممکن است ۳۰ تا ۶۰ روز طول بکشد تا به بالای آن برسد (بسته به اندازه و ارتفاع) و به مقدار کافی وارد برگ‌ها شود تا مؤثر باشد. ایمیداکلوپراید را می‌توان در تنه، شاخه‌های بزرگ و کوچک، برگ‌ها، برگچه‌ها و دانه‌ها یافت. بسیاری از درختان، گرده‌افشانی با باد دارند. اما درختان دیگر مانند درختان میوه، نمدار، کاتالپا و… گرده‌افشانی با زنبور عسل و باد دارند و ایمیداکلوپراید احتمالاً در گل‌ها در مقادیر کم یافت می‌شود. برای کنترل حشرات چوب‌خوار باید از دوزهای بالاتر نسبت به انواع دیگر استفاده کرد.

## بیوشیمی
ایمیداکلوپراید یک حشره‌کش سیستمیک، متعلق به کلاس حشره‌کش‌های کلرونیکوتینیل نئونیکوتینوئید است. این ماده با تداخل در انتقال تکانه‌های عصبی در حشرات با اتصال غیرقابل برگشت به گیرنده‌های استیل‌کولین نیکوتین برخی حشرات خاص عمل می‌کند.
به‌عنوان یک آفت‌کش سیستمیک، ایمیداکلوپراید به‌راحتی در آوند چوبی گیاهان از خاک به برگ، میوه، گرده و شهد گیاه منتقل می‌شود یا حرکت می‌کند. ایمیداکلوپراید همچنین حرکت ترنس‌لامینار عالی را در گیاهان نشان می‌دهد و می‌تواند به کوتیکول برگ نفوذ کند و به راحتی در بافت برگ حرکت کند.
از آنجایی که ایمیداکلوپراید در سطوح بسیار پایین (نانوگرم و پیکوگرم) مؤثر است، می‌توان آن را در غلظت‌های پایین‌تر نسبت به دیگر حشره‌کش‌ها استفاده نمود. در دسترس بودن ایمیداکلوپراید و سمیت مطلوب آن در مقایسه با سایر حشره‌کش‌های موجود در بازار در دههٔ ۱۹۹۰ به EPA اجازه داد تا این حشره‌کش را جایگزین حشره‌کش‌های دارای سمیت بیشتر از جمله مهارکننده‌های استیل‌کولین استراز، ترکیبات ارگانوفسفره و متیل‌کاربامات‌ها کند.

## سرنوشت در محیط زیست
اگرچه ایمیداکلوپراید در حضور نور به‌سرعت در آب تجزیه می‌شود، اما در غیاب نور در آب پایدار می‌ماند. حلالیت آن در آب، ۰٫۶۱ گرم بر لیتر است که نسبتاً بالاست. در تاریکی در پی‌اچ بین ۵ تا ۷، بسیار آهسته تجزیه می‌شود و در پی‌اچ ۹ نیمه‌عمر آن حدود یک سال است. در خاک تحت شرایط هوازی، ایمیداکلوپراید با نیمه‌عمر ۱ تا ۳ سال پایدار است و در سطح خاک، نیمه‌عمر آن ۳۹ روز است. متابولیت‌های اصلی خاک عبارت‌اند از ایمیداکلوپراید نیتروزمین، ایمیداکلوپراید دسنیترو و اوره ایمیداکلوپراید که در نهایت به اسید ۶-کلرونیکوتینیک، کربن دی‌اکسید و بقایای متصل تجزیه می‌شوند. اخیراً نشان داده شده است که اسید کلرونیکوتینیک از طریق مسیر اسید نیکوتین (ویتامین ب۳) توسط یک باکتری خاک، معدنی می‌شود.
در خاک، ایمیداکلوپراید به شدت به مواد آلی متصل می‌شود. هنگامی که ایمیداکلوپراید در معرض نور قرار نمی‌گیرد، به آرامی در آب تجزیه می‌شود و بنابراین این پتانسیل را دارد که برای مدت طولانی در آب‌های زیرزمینی باقی بماند. با این حال، در یک بررسی از آب‌های زیرزمینی در مناطقی از ایالات متحده که با ایمیداکلوپراید برای سوسک زبان‌گنجشک تیمار شده بودند، ایمیداکلوپراید معمولاً شناسایی نشد. هنگامی که شناسایی شد نیز در سطوح بسیار پایین و عمدتاً در غلظت‌های کمتر از ۱ قسمت در میلیارد (ppb) با حداکثر ۷ قسمت در میلیارد وجود داشت که کمتر از سطح نگرانی برای سلامت انسان است. ردیابی‌ها عموماً در مناطقی با خاک‌های متخلخل سنگی یا شنی با مواد آلی کم که خطر آبشویی زیاد است - و/یا جایی که سطح ایستابی نزدیک به سطح بود، رخ داده است.
بر اساس حلالیت بالای ایمیداکلوپراید در آب (۰٫۵–۰٫۶ گرم در لیتر) و ماندگاری، هم آژانس حفاظت از محیط زیست ایالات متحده و هم آژانس تنظیم مقررات مدیریت آفات در کانادا، ایمیداکلوپراید را دارای پتانسیل بالایی برای ریختن به آب‌های سطحی و شست‌وشو و انتقال به آب‌های زیرزمینی می‌دانند. و بنابراین هشدار می‌دهد که آن را در مناطقی که خاک نفوذپذیر است، به‌ویژه جایی که سطح ایستابی کم‌عمق است، استفاده نشود.
برپایهٔ استانداردهای تعیین‌شده توسط وزارت محیط زیست کانادا، در صورت استفادهٔ صحیح (با نرخ‌های توصیه‌شده، بدون آبیاری و زمانی که بارندگی شدید پیش‌بینی نمی‌شود)، ایمیداکلوپراید علی‌رغم حلالیت بالای آن در آب، مشخصاً به لایه‌های عمیق‌تر خاک نفوذ نمی‌کند (روچارد ۱۹۹۴، تاملین ۲۰۰۰، کرون و هلپوینتر ۲۰۰۲)
با این حال، یک مطالعهٔ پایش آب در سال ۲۰۱۲ توسط ایالت کالیفرنیا، که با جمع‌آوری رواناب کشاورزی در طول فصول رشد سال‌های ۲۰۱۰ و ۲۰۱۱ انجام شد، ایمیداکلوپراید را در ۸۹ درصد نمونه‌ها با سطوح بین ۰٫۱ تا ۳٫۲ میکروگرم بر لیتر یافت. ۱۹٪ از نمونه‌ها از آستانهٔ EPA برای سمیت مزمن برای بی‌مهرگان آبزی (۱٫۰۵ میکروگرم بر لیتر فراتر رفتند) نویسندگان مقاله به این نتیجه رسیدند که «ایمیداکلوپراید می‌تواند آب‌های سطحی را در غلظت‌هایی که می‌تواند به بی‌مهرگان آبزی آسیب برساند» آلوده می‌کند.

## اثرات بر سلامتی
اثرات ایمیداکلوپراید بر سلامت انسان به دوز، مدت زمان و دفعات تماس بستگی دارد. این اثرات ممکن است به سلامت فرد و عوامل محیطی نیز بستگی داشته باشد. افرادی که ممکن است به‌صورت خوراکی مقادیر حاد مصرف کنند، استفراغ، اسهال، خواب‌آلودگی و بی‌حسی را تجربه خواهند کرد. چنین اتفاقی احتمالاً باید به‌طور عمدی انجام شده باشد زیرا برای تجربهٔ یک واکنش سمی، مقدار زیادی باید بلعیده شود. 

### پستانداران
ایمیداکلوپراید و متابولیت نیتروزویمین آن (WAK 3839) به‌خوبی در رت‌ها، موش‌ها و سگ‌ها مورد پژوهش قرار گرفته است.
در پستانداران، اثرات اولیه پس از مواجههٔ حاد خوراکی با دوز بالا با ایمیداکلوپراید عبارت‌اند از: مرگ و میر، اثرات کولینرژیک گذرا (سرگیجه، بی‌تفاوتی، اثرات حرکتی، تنفس سخت) و تأخیر رشد گذرا. قرار گرفتن در معرض دوزهای بالا ممکن است با تغییرات دژنراتیو در بیضه‌ها، تیموس، مغز استخوان و پانکراس همراه باشد. اثرات قلب-عروقی و خونی نیز در دوزهای بالاتر مشاهده شده است.
اثرات اولیهٔ قرار گرفتن طولانی مدت و با دوز کمتر ایمیداکلوپراید بر روی کبد، تیروئید و وزن بدن (کاهش) است. قرار گرفتن در معرض دوز پایین تا متوسط خوراکی با مشکلات تولید مثل، عقب، ماندگی رشد و نقایص عصبی رفتاری در موش‌ها و خرگوش‌ها همراه بوده است. ایمیداکلوپراید نه در حیوانات آزمایشگاهی سرطان‌زا است و نه در سنجش‌های آزمایشگاهی استاندارد جهش‌زا است.
این ماده در خرگوش و خوکچهٔ هندی برای چشم یا پوست محرک نیست.

### زنبورها
ایمیداکلوپراید برای زنبورهای عسل سمی است: میانهٔ دوز کشندهٔ آن بین ۵ تا ۷۰ نانوگرم در هر زنبور عسل است. کلنی‌های زنبور عسل در توانایی خود برای متابولیسم سموم، متفاوت هستند که این طیف وسیع را توضیح می‌دهد. ایمیداکلوپراید نسبت به دی متوات ارگانوفسفره برای زنبورها سمی‌تر است (LD 50 152 خوراکی ng/bee) یا سایپرمترین پیرتروئید (LD 50 160 خوراکی ng/bee). سمیت ایمیداکلوپراید برای زنبورها با بیشتر حشره‌کش‌ها متفاوت است، زیرا سمیت آن به‌صورت خوراکی بیشتر از تماس است.
در مطالعات آزمایشگاهی، سطوح کشندهٔ ایمیداکلوپراید به جهت‌یابی، رفتار جست‌وجوی غذا، رفتار تغذیه و عملکرد یادگیری بویایی در زنبورهای عسل (Apis mellifera) آسیب می‌رساند. با این حال، به‌طور کلی، علیرغم این واقعیت که بسیاری از مطالعات آزمایشگاهی پتانسیل سمیت نئونیکوتینوئیدی را نشان داده‌اند، بیشتر مطالعات میدانی تنها اثرات محدود یا بدون اثراتی را بر روی زنبورهای عسل نشان داده‌اند.
در زنبورهای بامبل، قرار گرفتن در معرض 10 ppb ایمیداکلوپراید رفتار طبیعی جست‌وجوی علوفه را کاهش می‌دهد، مرگ و میر کارگران را افزایش می‌دهد و منجر به کاهش رشد بچه‌ها می‌شود. مکانیسم احتمالی این است که مسیر موالونات به‌طور قابل توجهی توسط قرار گرفتن مزمن در معرض ایمیداکلوپراید کاهش می‌یابد، که می‌تواند به توضیح اختلال ایمیداکلوپراید در عملکردهای شناختی کمک کند.

### پرنده‌ها
ایمیداکلوپراید به‌طور حاد برای پرندگان سمی است و باعث مشکلات تولید مثل پرندگان می‌شود.
ایمیداکلوپراید برای چهار گونه پرنده بسیار سمی است: بلدرچین ژاپنی، گنجشک خانگی، قناری و کبوتر.
به گفتهٔ سازمان ایمنی غذای اروپا، ایمیداکلوپراید خطر حاد بالقوهٔ بالایی برای پرندگان گیاهخوار و حشره‌خوار دارد. خطر مزمن به خوبی ثابت نشده است.
یک پژوهش مشاهده‌ای در سال ۲۰۱۴ که در هلند انجام شد، کاهش در برخی از جمعیت‌های پرندگان را با باقیمانده‌های زیست‌محیطی ایمیداکلوپراید مرتبط کرد.

### زندگی آبی، زندگی دریایی
ایمیداکلوپراید به‌صورت حاد برای بی‌مهرگان آبزی بسیار سمی است. همچنین برای بی‌مهرگان آبزی به صورت مزمن بسیار سمی است (دارای اثرات منفی بر رشد و حرکت)
سمیت آن برای ماهی نسبتاً کم است. با این حال، EPA درخواست بررسی اثرات ثانویه بر روی ماهی‌های دارای زنجیرهٔ غذایی که شامل بی‌مهرگان آبزی حساس است، کرده است. تحقیقات منتشر شده در سال ۲۰۱۸ تجمع ایمیداکلوپراید را در خون ماهی قزل‌آلای رنگین‌کمان نشان داد که با ادعاهای بایر مبنی بر این‌که تداوم (تجمع زیستی) با ایمیداکلوپراید اتفاق نمی‌افتد، تناقض دارد.

### زندگی گیاهی
نشان داده شده است که ایمیداکلوپراید برخی از ژن‌هایی را که برخی از انواع برنج برای تولید مواد شیمیایی دفاعی استفاده می‌کنند، خاموش می‌کند. درحالی‌که ایمیداکلوپراید برای کنترل آفات برنج استفاده می‌شود، شواهدی وجود دارد که نشان می‌دهد ایمیداکلوپراید در واقع حساسیت گیاه برنج را نسبت به آلودگی و حملات آفت planthopper افزایش می‌دهد. نشان داده شده است که ایمیداکلوپراید، سرعت فتوسنتز گیاه پنبه را در دمای بالای ۳۶ درجهٔ سانتیگراد افزایش می‌دهد.

## نام‌های تجاری
ایمیداکلوپراید با نام‌های تجاری زیر نیز به فروش می‌رسد: کونفیدور (Bayer CropScience India), ماراتُن (OHP، ایالات متحده).